# Atheta alamedana
Atheta alamedana är en skalbaggsart som beskrevs av Thomas Casey 1910. Atheta alamedana ingår i släktet Atheta och familjen kortvingar. Inga underarter finns listade i Catalogue of Life.